# Cephalotaxus hainanensis
Cephalotaxus hainanensis är en barrträdart som beskrevs av Hui Lin Li. Cephalotaxus hainanensis ingår i släktet Cephalotaxus och familjen Cephalotaxaceae. Inga underarter finns listade i Catalogue of Life.
Arten förekommer på ön Hainan i Kina. Den växer i låglandet och i bergstrakter upp till 1700 meter över havet. Växten är ett träd med en höjd av 10 till 20 meter. Det ingår i fuktiga skogar och kan ibland vara det dominerande trädet. Utvecklingen av artens frön är långsam.
Beståndet hotas av skogsröjningar. Trädets vätskor används i den traditionella medicinen. Utbredningsomrdet är maximalt 500 km² stort. IUCN kategoriserar arten globalt som starkt hotad.